# Frignano
Frignano község (comune) Olaszország Campania régiójában, Caserta megyében.

## Fekvése
A megye déli részén fekszik, Nápolytól 20 km-re északnyugatra valamint Caserta városától 15 km-re délnyugati irányban. Határai: Aversa, Casaluce, San Marcellino, San Tammaro és Villa di Briano.

## Története
Első írásos említése 988-ból származik. A következő századokban nemesi birtok volt. A 19. században nyerte el önállóságát, amikor a Nápolyi Királyságban felszámolták a feudalizmust. 1929 és 1946 között egyesítették Villa di Brianóval.

## Népessége
A népesség számának alakulása:

## Főbb látnivalói
- Palazzo dei Marchesi Gargano
- Santi Nazario e Celso-templom